# Jan Chrzciciel Szczawiński
Jan Chrzciciel Szczawiński herbu Prawdzic (ur. po 1723, zm. po 1795) – podstoli brzeziński w latach 1782–1787, łowczy inowłodzki w latach 1780–1782, wojski większy inowłodzki w latach 1776–1780, wojski większy orłowski w 1775 roku, miecznik orłowski w latach 1765–1775, marszałek województwa łęczyckiego w konfederacji barskiej w 1769 roku.
Poseł na sejm 1768 roku z województwa łęczyckiego.
Prawnuk Jana, Hipolit Szczawiński (1812-1893), był powstańcem listopadowym i uczestnikiem spisków wielkopolskich.